# Arena Kombëtare
L'Arena Kombëtare (in italiano: Arena nazionale), è uno stadio di calcio situato nel centro di Tirana, in Albania. 
Primo stadio d'Albania per capienza con 22 500 posti a sedere, sorge sull'area del preesistente stadio Qemal Stafa. Dal novembre 2019 ospita le partite della nazionale albanese e le finali della Coppa d'Albania e della Supercoppa albanese. 
Nella forma richiama vagamente la mappa politica dell'Albania e nella parte esterna presenta i colori nazionali rosso e nero, tipici della bandiera albanese.
Ha ospitato la finale della Conference League 2021-2022, prima edizione della competizione, vinta dalla Roma contro il Feyenoord per 1-0. 
È fra gli stadi europei più moderni e rientra nella categoria 4 UEFA, cioè quella con maggior livello tecnico.

## Storia
Lo stadio Qemal Stafa è stato l'impianto polisportivo di Tirana preesistente all'attuale Arena Kombëtare. Costruito a partire dal 1939, fu inaugurato nel 1946. Utilizzato principalmente per gli incontri sportivi di calcio, fu demolito nel 2016 per far spazio al nuovo stadio.

### Progetto e realizzazione
Tra il 2010 ed il 2015 la federcalcio albanese provò per due volte, senza successo, a costruire un nuovo stadio nel quale la nazionale albanese potesse giocare le partite casalinghe. La decisione di costruire il nuovo stadio venne presa dopo che la UEFA, nel 2009, aveva dichiarato che tutti gli stadi albanesi erano obsoleti e di conseguenza fuori standard per disputare partite internazionali.
Vista l'urgenza, nel 2014 il governo albanese decise di rinnovare lo stadio Elbasan Arena per permettere alla nazionale albanese di giocarvi le partite casalinghe delle qualificazioni al campionato europeo del 2016.
All'inizio del 2016 la federcalcio albanese (sostenuta dal governo nazionale) decise di approvare la costruzione di un nuovo impianto che sorgesse al posto del vecchio stadio Qemal Stafa; l'investimento complessivo per la realizzazione del nuovo impianto fu stimato in una cifra tra i 50 e i 60 milioni di euro. La costruzione venne affidata alla compagnia di costruzioni albanese AlbStar Sh.p.k con un partenariato pubblico-privato: la FSHF si aggiudicò dunque un impianto sportivo nuovo, insieme a tutti gli spazi dedicati allo sport, mentre la compagnia ricevette in gestione tutti gli spazi destinati all'uso commerciale. Il progetto dell'impianto è opera dello studio d'architettura italiano Archea Associati e dell'architetto fiorentino Marco Casamonti, e ha compreso la salvaguardia della facciata monumentale originale dello stadio precedente, grazie a un intervento di restauro filologico operato dalla società fiorentina Tacheolab.

### Lavori

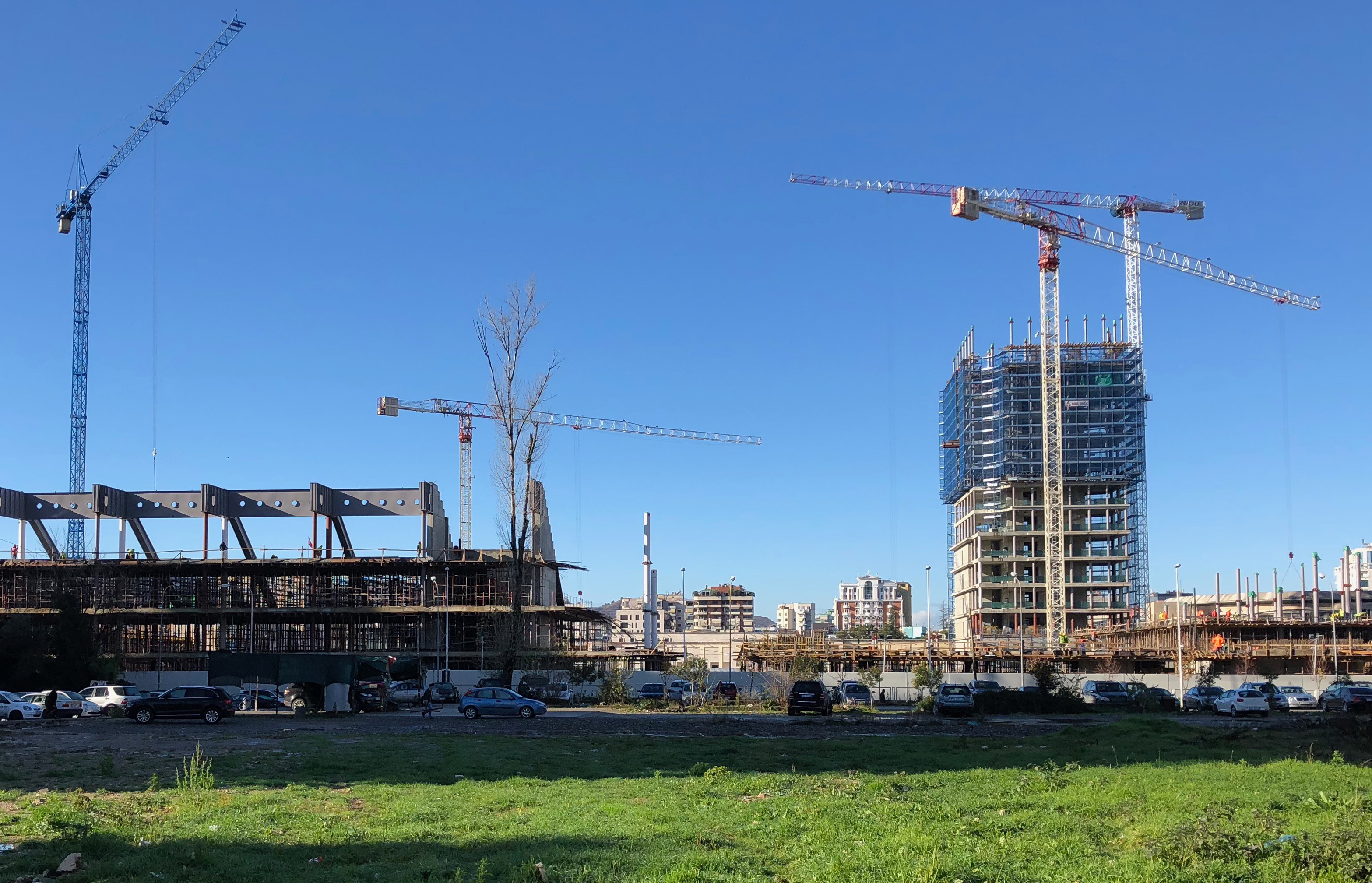
Il nuovo stadio in costruzione

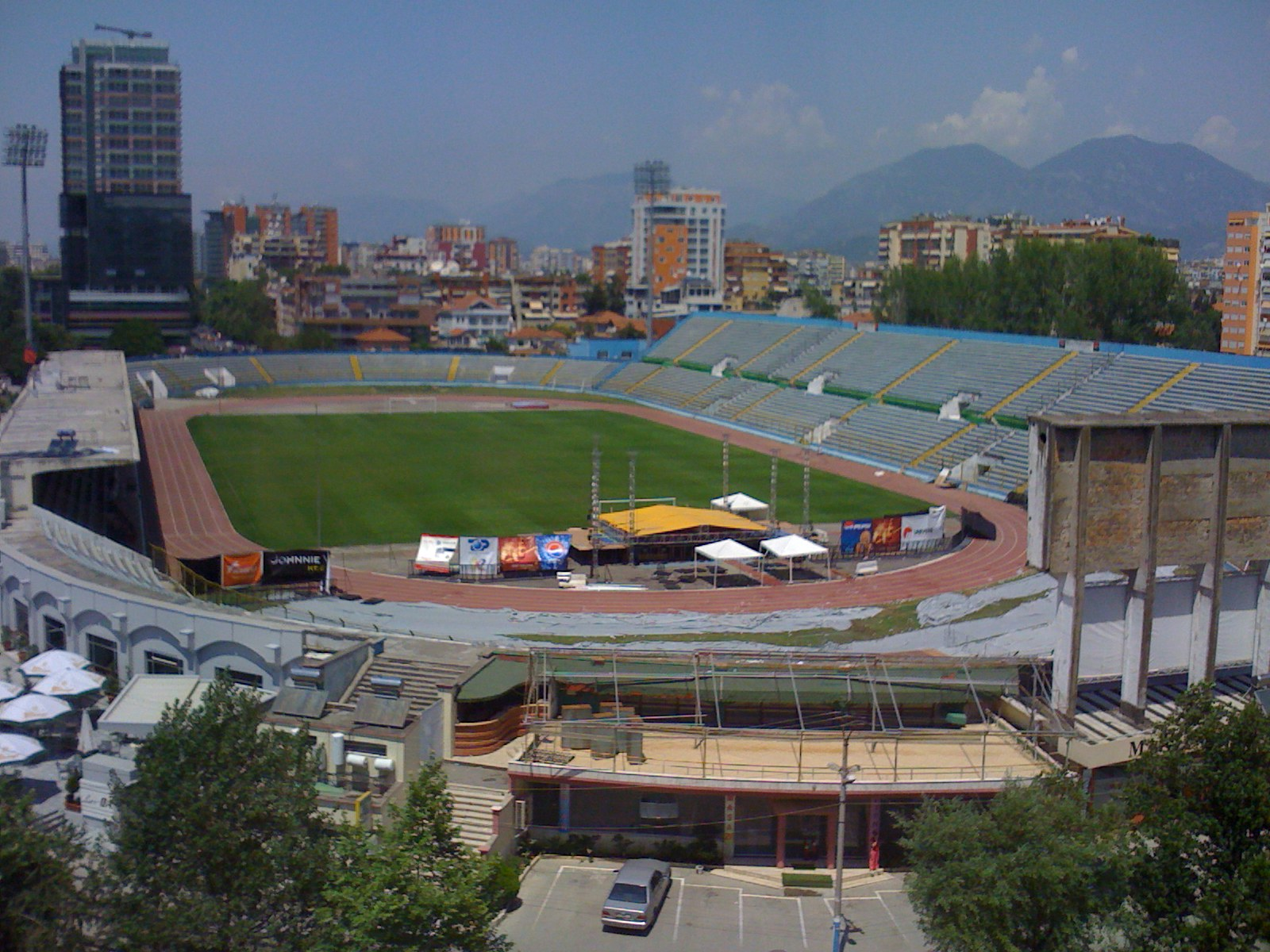
Lo Stadio Qemal Stafa negli anni '90

I lavori di demolizione del Qemal Stafa iniziarono nel giugno del 2016 e hanno preservato - per poi inglobare nella nascente struttura - la monumentale entrata in marmo in stile razionalista del precedente stadio, nato nel periodo del regime fascista italiano in Albania (1939-1943). 
Una volta terminati questi lavori, si è proceduto con la costruzione del nuovo impianto. I lavori sono terminati a settembre 2019. 
L'esordio ufficiale è avvenuto il 17 novembre 2019, in Albania-Francia 0-2, valevole per l'ultima giornata delle qualificazioni a Euro 2020.

## Partite internazionali

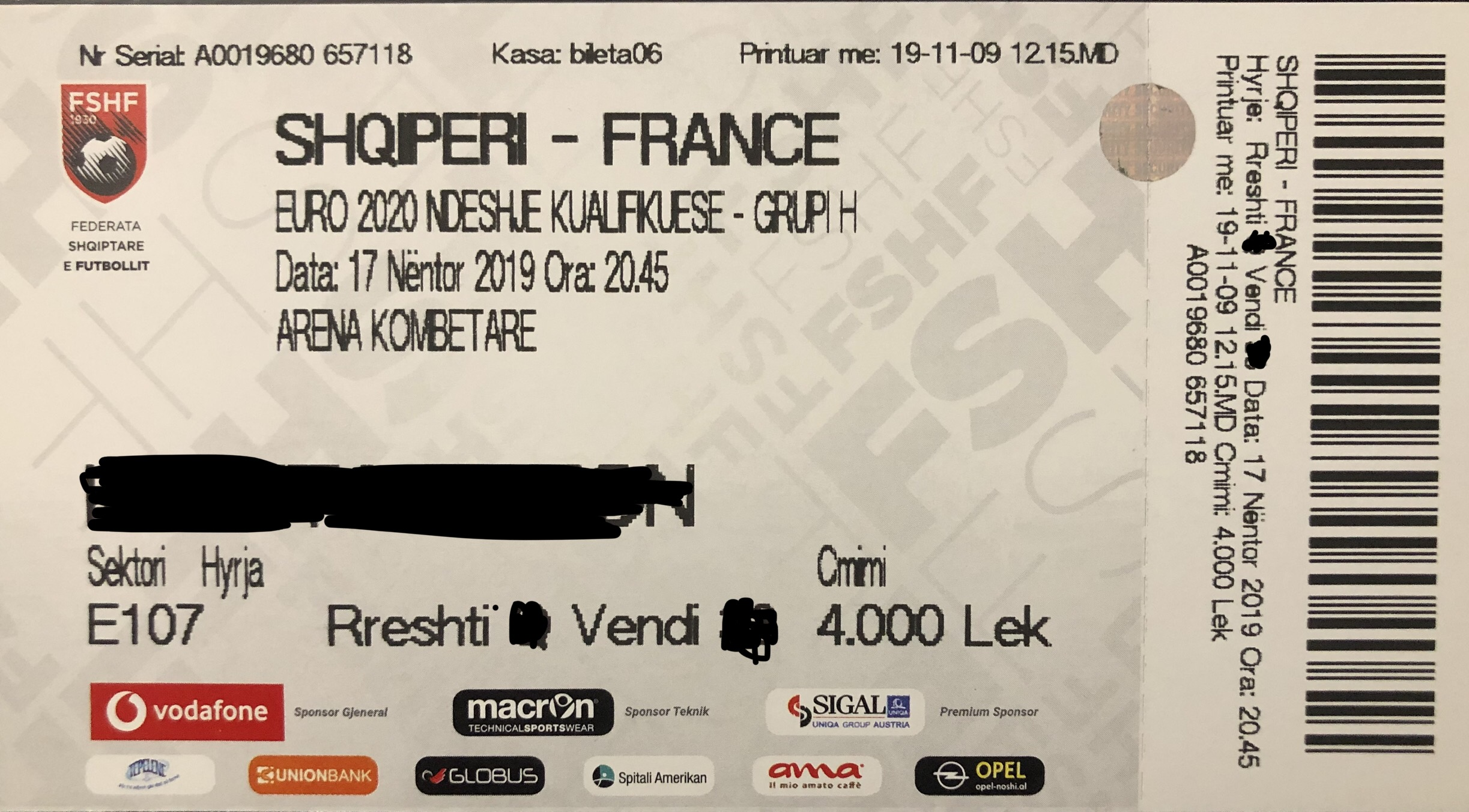
Uno dei biglietti nella partita inaugurale dello stadio

Il 25 maggio 2022 l'Arena Kombëtare ha ospitatato la finale della prima edizione della Conference League, vinta dalla Roma contro il Feyenoord con il risultato di 1-0.

### Competizioni per club
| Data           | Squadra 1 | Risultato | Squadra 2 | Competizione                      |
| -------------- | --------- | --------- | --------- | --------------------------------- |
| 25 maggio 2022 | Roma      | 1 - 0     | Feyenoord | Prima finale di Conference League |

## Caratteristiche tecniche
Di seguito vengono elencate le caratteristiche tecniche dell'impianto.
- Capienza: 22500 posti a sedere
- Posteggi: 256 posti auto, parcheggio sotterraneo
- Superficie stadio: 43000 m²
- Aree dedicate allo sport: 25000 m²
  - Aree dedicate ai servizi: 10000 m²
  - Aree commerciali: 8000 m²
- Posti stampa: 100
- Hotel: 80 camere
- Spogliatoi: 3

## Ubicazione
L'Arena Kombëtare si trova in Sheshi Italìa (Piazza Italia) nel centro della capitale, che a sua volta affianca una delle due piazze principali della città, Sheshi Nënë Tereza (Piazza Madre Teresa), intitolata alla Santa Teresa di Calcutta di etnia albanese. Entrambe le piazze si trovano all'estremità meridionale del Boulevard Dëshmorët e Kombit (Martiri della Nazione), che su quel lato è confinato all'edificio dell'Accademia di Belle Arti di Tirana e al Parku i Madh (Grande Parco) pubblico della città. 
L'intera area, compreso il vecchio stadio Qemal Stafa, fu concepita e realizzata durante il Regno d'Albania e successivamente durante il protettorato Italiano del Regno d'Albania (1939-1943) dagli architetti e urbanisti Gherardo Bosio, Armando Brasini e Florestano Di Fausto in stile razionalista. 
Lo stadio è circondato da altri edifici pubblici come l'Università di Tirana, il Palazzo dei Congressi, il Museo Archeologico, l'Università delle Arti e il Palazzo Presidenziale.

## Galleria d'immagini

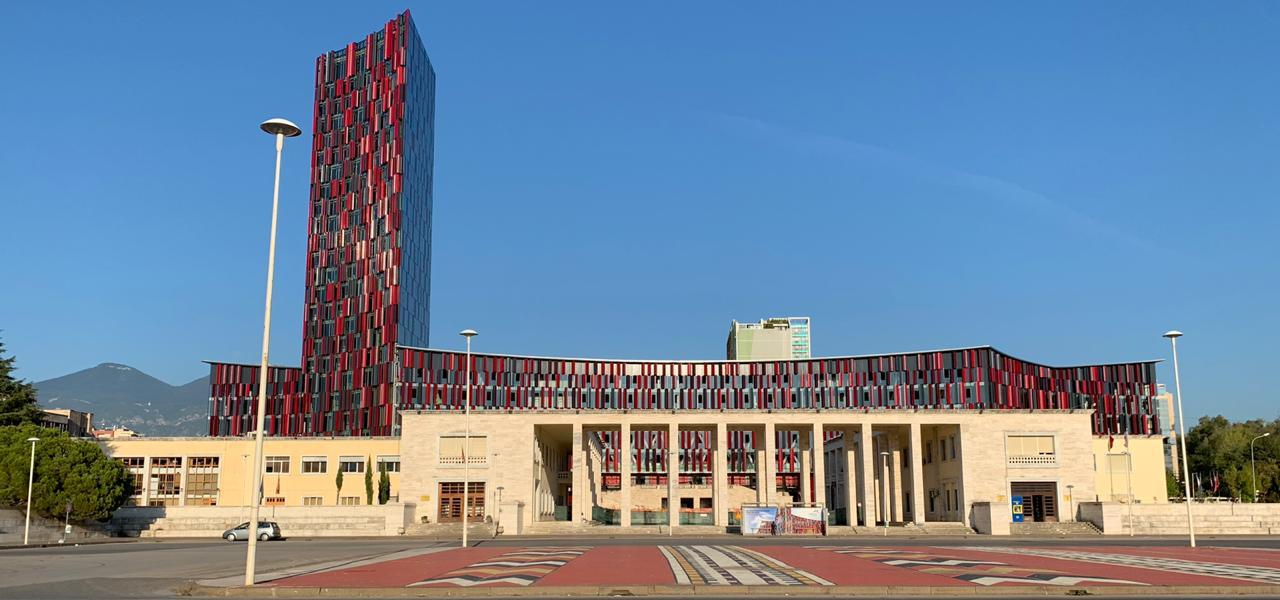
L'esterno dell'impianto. Notasi l'entrata in stile razionalista
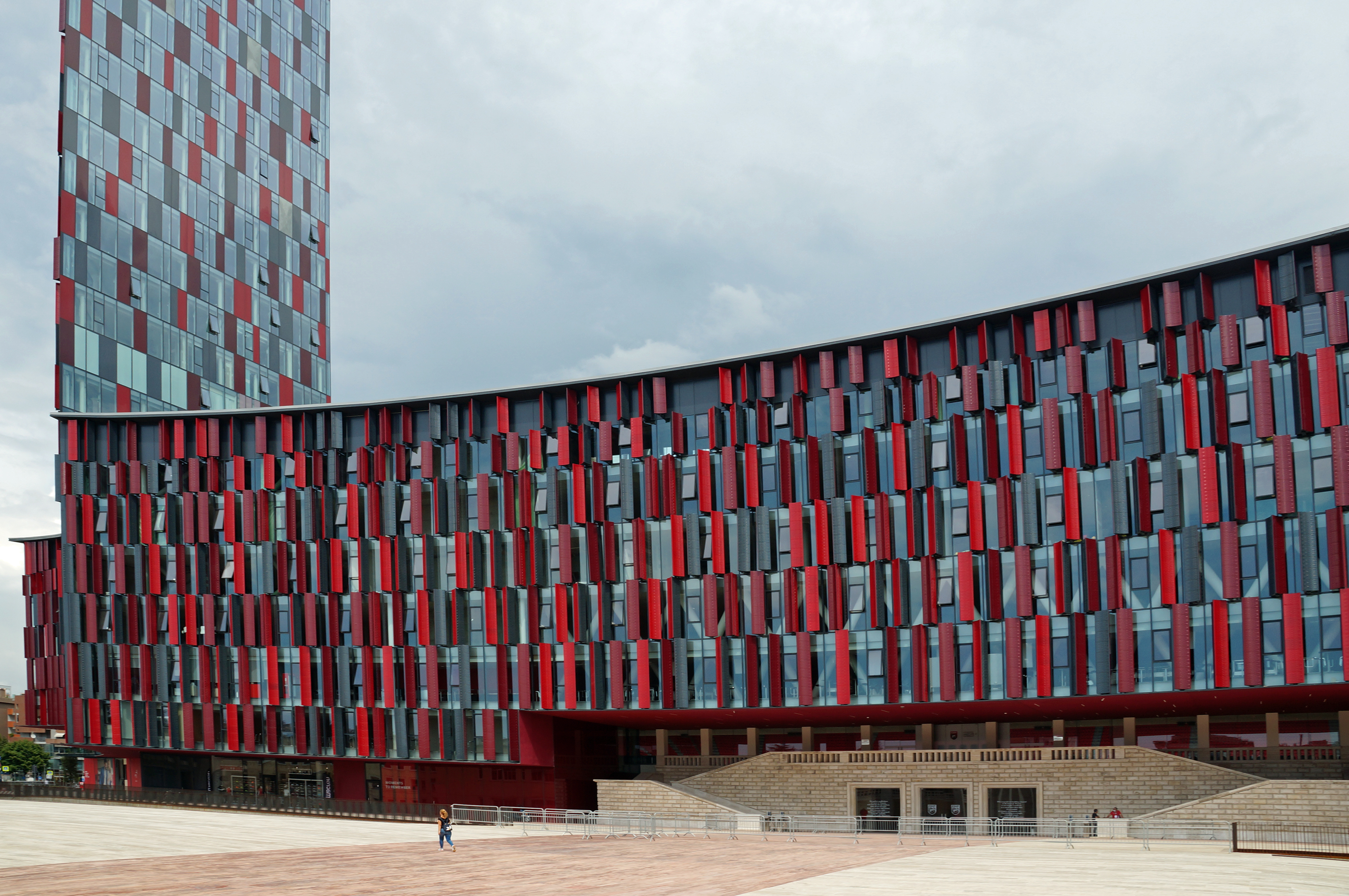
La torre e l'ingresso principale, inglobante parte del vecchio stadio
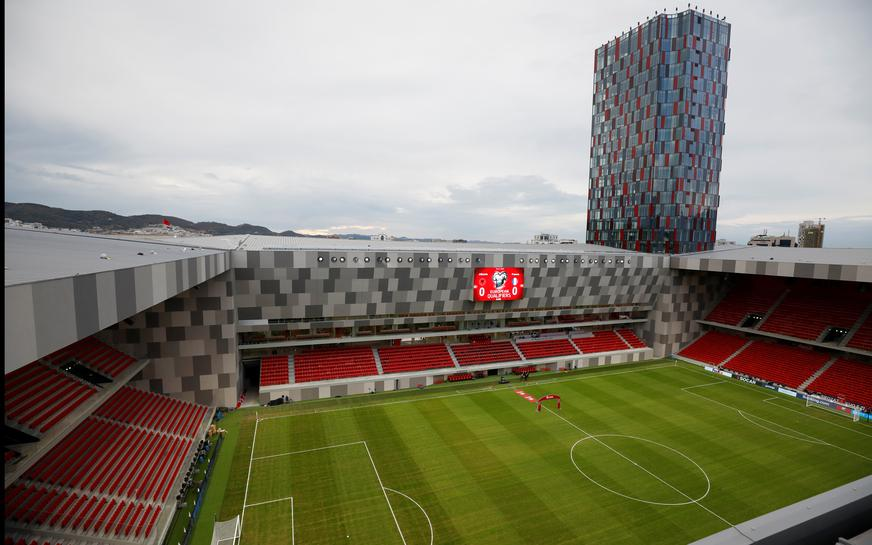
Lo stadio da sopra la tribuna
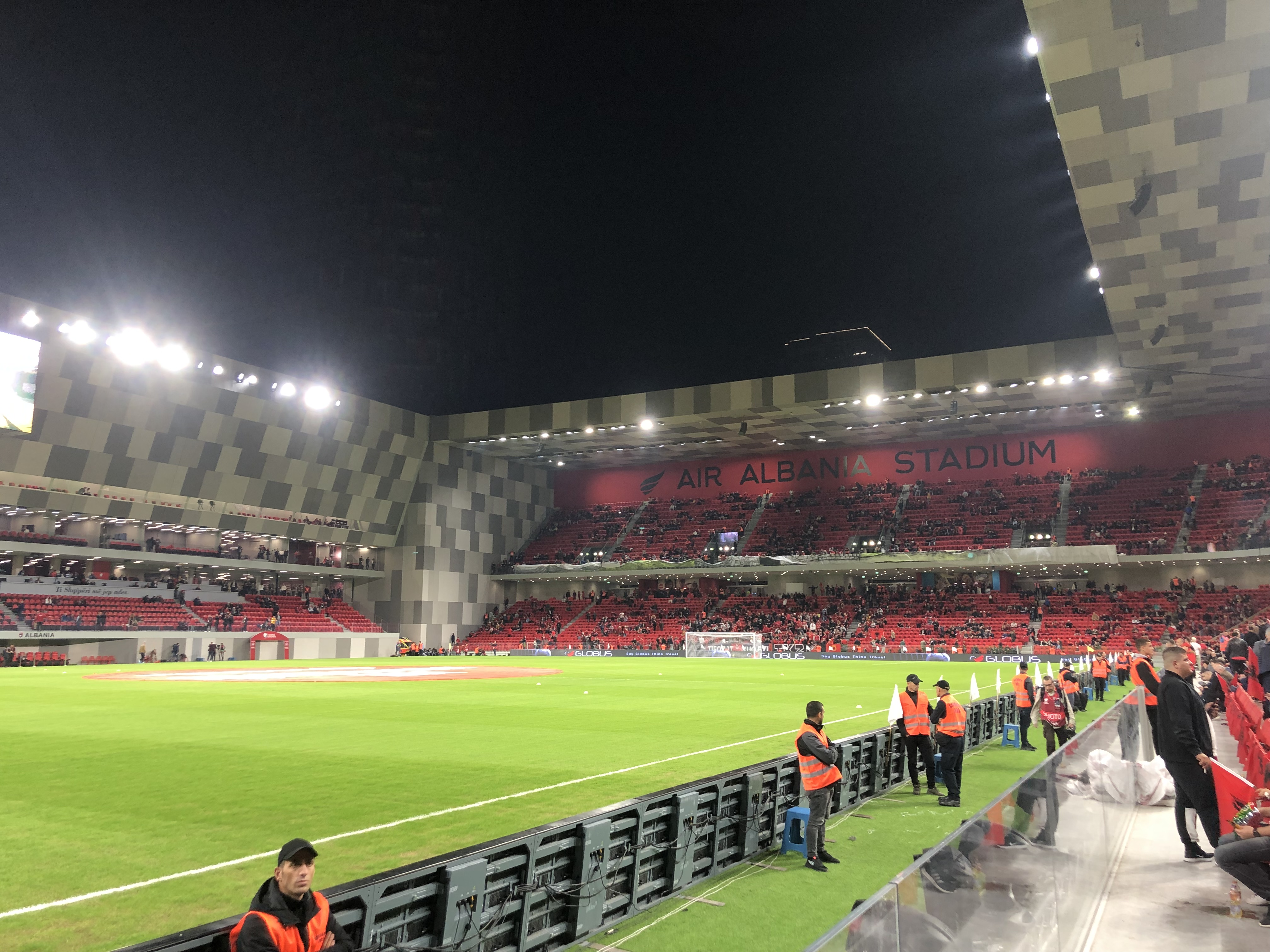
Vista interna della curva città (tribuna nga qyteti)
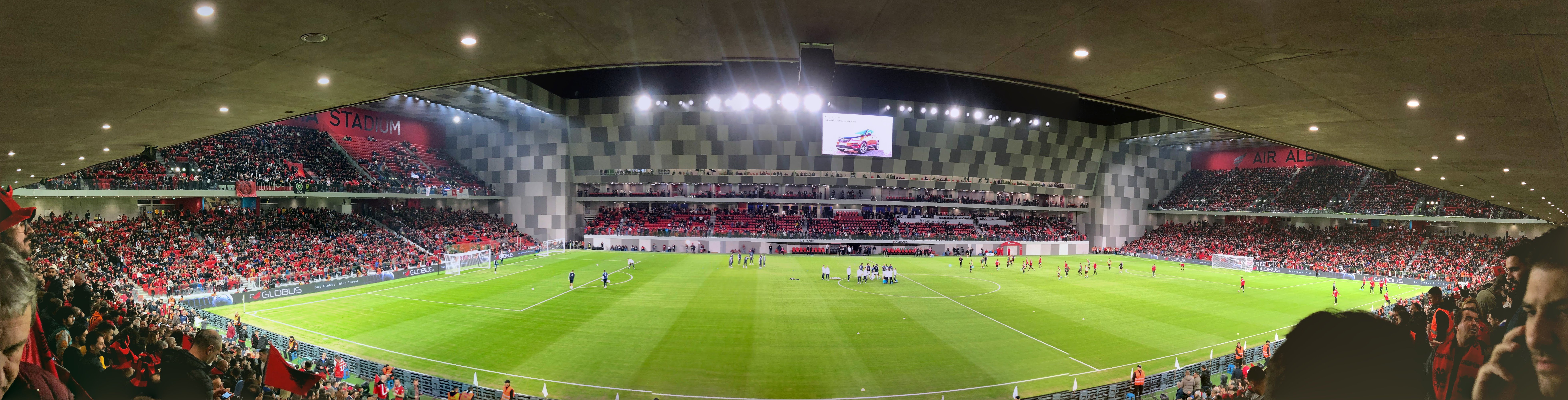
Panoramica dell'interno